# Národní park Zion
Národní park Zion (čti zajən, anglicky Zion National Park) se nachází poblíž města Springdale v Utahu na jihozápadě Spojených států amerických. Pro svou jedinečnou polohu na rozhraní tří geografických oblastí (Koloradské plošiny, Velké pánve a Mohavské pouště) patří tento národní park k vyhledávaným turistickým cílům jak pro pozoruhodné geologické útvary, tak pro neobvykle pestrou paletu rostlin a živočichů.

## Název a historie parku
Původní název parku byl po založení v roce 1909 Mukuntuweap National Monument, ale v roce 1919 byl přejmenován na Národní park Zion. Část parku, která se nazývá Kolob Canyons, byla nejprve v roce 1937 vyhlášena jako samostatná chráněná oblast Zion National Monument, avšak od roku 1956 se stala součástí Národního parku Zion. Slovo Zion (česky Sion) pochází z hebrejštiny a znamená mimo jiné posvátné místo. Park dostal své jméno podle jeho nejznámějšího kaňonu Zion Canyon, jehož pojmenování je připisováno Issacu Behuninovi, jednomu z prvních mormonských usedlíků, kteří do této oblasti přišli v 50. a 60. letech 19. století.

## Geografie
Současná rozloha parku činí 593 km² a nalézá se v nadmořských výškách 1 117 m (Coalpits Wash) až 2 660 m (nejvyšší vrchol Horse Ranch Mountain). Kaňon byl vytvořen dlouhodobou činností nevelkého vodního toku Virgin River v měkkém pískovci. Dosahuje délky 26 km a hloubky až 762 m. V některých úsecích jsou protilehlé stěny od sebe vzdáleny pouze 6 m.
Hlavní část parku tvoří Zion Canyon obklopený stěnami pohoří Deertrap, Cathedral a Majestic Mountain. Kaňonem protéká řeka Virgin River.

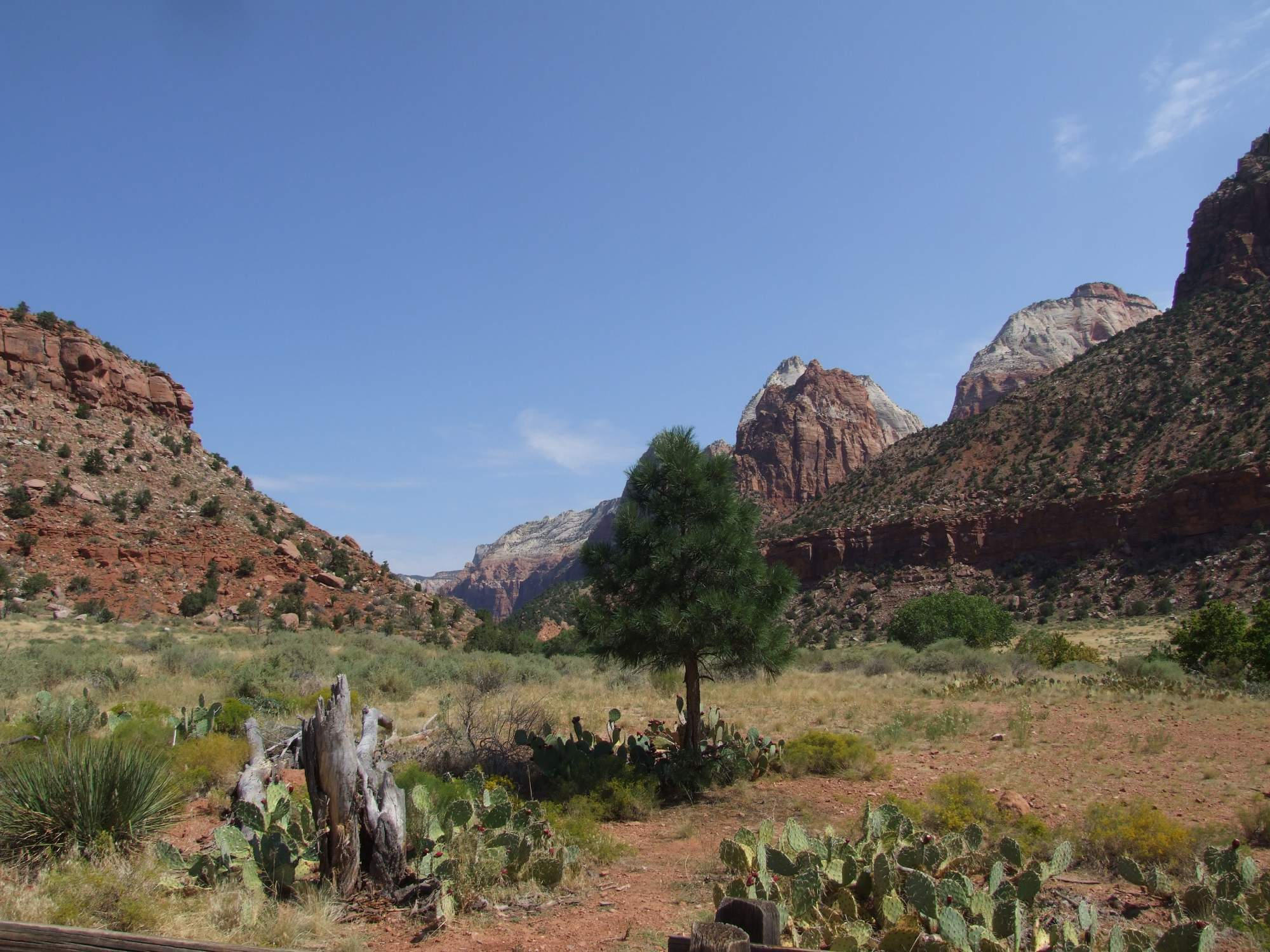
Národní park Zion